# Khatarbad, Aland
Khatarbad là một làng thuộc tehsil Aland, huyện Gulbarga, bang Karnataka, Ấn Độ.